# László Bárdossy

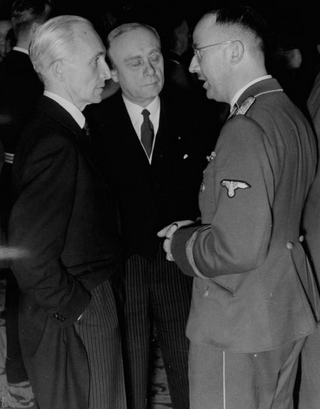
László Bárdossy (till vänster) med Döme Sztójay och Heinrich Himmler i Berlin år 1941.

László Bárdossy, född 10 december 1890 i Szombathely, död 10 januari 1946 i Budapest, var en ungersk diplomat och politiker. Han var premiärminister 1941–1942. Han tjänstgjorde även som utrikesminister 1941–1942.

## Biografi
Under 1920- och 1930-talen innehade Bárdossy olika poster inom det ungerska utrikesministeriet. Efter att ha tjänstgjort vid den ungerska legationen i London 1931–1934 utsågs han till ambassadör i Bukarest 1934.
Vid utrikesminister István Csákys hastiga bortgång i slutet av januari 1941 utnämndes Bárdossy till dennes efterträdare i Pál Telekis regering. På grund av interna stridigheter samt Nazitysklands angrepp på Jugoslavien begick Teleki självmord i april 1941 och statschefen Horthy utnämnde då omedelbart Bárdossy till ny premiärminister. Som regeringschef förde Bárdossy en utpräglad protysk utrikespolitik och menade att en allians med Nazityskland innebar en möjlighet för Ungern att återta de territorier man hade fått avstå i samband med Versaillesfreden 1919. Horthy och Bárdossy sände dessutom ungerska trupper att assistera tyskarna i Jugoslavien.
Bárdossy var uttalad antisemit och antikommunist, och detta förhållande kom att prägla den förda politiken. Han lät införa ett flertal antijudiska lagar som inskränkte judarnas medborgerliga och ekonomiska rättigheter. Därtill sanktionerade han deportationer av ungerska judar samt massakrerna på sammanlagt drygt 16 000 judar i Kamjanets-Podilskyj och Novi Sad.
När Nazityskland i juni 1941 angrep Sovjetunionen, lyckades Horthy momentant hindra Bárdossy att förklara krig mot grannen i öst. När Sovjetunionen fyra dagar senare dock bombade den ungerska staden Kassa (Košice), förklarade Bárdossy krig mot Sovjetunionen, detta trots att han inte fått något formellt godkännande från det ungerska parlamentet. Efter Japans attack mot Pearl Harbor i december samma år, förklarade Bárdossy även krig mot USA, efter tyska påtryckningar. Dessa för Ungerns vidkommande prekära händelser föranledde Horthy att den 7 mars 1942 entlediga Bárdossy och ersätta denne med den mera moderate Miklós Kállay. Efter Nazitysklands invasion av Ungern i mars 1944 samarbetade Bárdossy och hans anhängare med premiärminister Döme Sztójay och senare med Ferenc Szálasis pilkorsrörelse.

### Rättegång
Efter andra världskrigets slut 1945 ställdes Bárdossy på sovjetiskt initiativ inför en ungersk folkdomstol. Den 2 november 1945 talade Bárdossy inför domstolen och protesterade mot att han rannsakades i enlighet med ex post facto-lagstiftning. Bárdossy tog ansvar för sina handlingar, men han ansåg inte att de hade varit brottsliga.
Bárdossy dömdes den 28 december 1945 till döden genom hängning för krigsförbrytelser och brott mot mänskligheten. Natten före avrättningens verkställande ändrade domstolen dödssättet från hängning till arkebusering, då man ansåg att detta var mera hedersamt.